# Nagari Batang Barus
Nagari Batang Barus is een bestuurslaag in het regentschap Solok van de provincie West-Sumatra, Indonesië. Nagari Batang Barus telt 7309 inwoners (volkstelling 2010).